# Mount Bulla Bulla
Mount Bulla Bulla är ett berg i Australien. Det ligger i regionen East Gippsland och delstaten Victoria, omkring 320 kilometer öster om delstatshuvudstaden Melbourne. Toppen på Mount Bulla Bulla är 921 meter över havet, eller 225 meter över den omgivande terrängen. Bredden vid basen är 2,2 km.
Trakten runt Mount Bulla Bulla är nära nog obefolkad, med mindre än två invånare per kvadratkilometer.. 
I omgivningarna runt Mount Bulla Bulla växer i huvudsak städsegrön lövskog. Genomsnittlig årsnederbörd är 1 238 millimeter. Den regnigaste månaden är juni, med i genomsnitt 211 mm nederbörd, och den torraste är juli, med 58 mm nederbörd.